# Битва у Даймонд-Хилла
Битва у Даймонд-Хилла (Battle of Diamond Hill) или битва у Донкерхука (Donkerhoek: африк. Тёмный уголок) — сражение Второй англо-бурской войны, в время которого британские войска генерала Робертса 
атаковали буров при Даймонд-Хилле и Донкерхуке и отбросили их на восток, ликвидировав угрозу захваченной ранее англичанами столице ЮАР Претории.

## Планы сторон
5 июня 1900 года столица Южно-Африканской Республики (Трансвааль) Претория была захвачена британскими войсками. Бурские войска отступили на восток. Британский главнокомандующий в Южной Африке фельдмаршал лорд Робертс предложил бурам после потери их столицы капитулировать, но когда это не было выполнено, начал наступление на восток, чтобы отбросить бурские войска от Претории и продвинуться к границе с португальским Мозамбиком. Войска, предназначенные для наступления, насчитывали 14 000 пехоты, конной пехоты и кавалерии.
Луис Бота, командующий войсками Трансвааля, столкнувшись с армией, почти в три раза превосходящей его собственную, ожидал, что британцы предпримут классическое движение клешней, чтобы попытаться окружить его. Самая большая угроза исходила от обхода с фланга, поэтому он расположил свои войска в 29 км к востоку от Претории широким фронтом на горном массиве Магалисберг, по обе стороны перевала Донкерхук. Железнодорожная линия Претория-Делагоа-Бэй проходила на восток через центр позиции буров. Зная, что Робертс ненавидит лобовые атаки, Бота оставил проход слабо защищенным, сосредоточив свои ограниченные силы на концах длинной линии обороны. Генерал Де ла Рей принял на себя командование правым флангом, протянувшимся примерно на 20 км к северу от Донкерхука, в то время как сам Бота командовал левым флангом на таком же расстоянии к югу. Таким образом, 40-километровый фронт прикрывали всего 5000 человек и 30 орудий.

## Ход сражения
Бота правильно предвидел боевой план Робертса. Робертс отправил генерал-лейтенанта Яна Гамильтона с 3000 кавалеристами и 2200 пехотинцами к подножию хребта Бронберг, с задачей обойти буров с юга и занять высокое плато под названием Даймонд-Хилл. Генерал Френч с двумя колоннами кавалерии и конной пехоты был готов выполнить аналогичный маневр на севере. В центре генерал-лейтенант Реджинальд Пол-Карю ждал с частями пехоты и артиллерии на реке Пиенаарс с орудиями, направленными на дорогу и железную дорогу через перевалы Донкерхук и Пиенаарспоорт. Он получил инструкции не двигаться до тех пор, пока два конца клешни не сомкнутся за позициями буров.
С самого начала битвы бурская тактика доказала свое превосходство. Их линия обороны простиралась далеко за пределы точек, на которые атаковали британские фланги, поэтому как северная, так и южная клешня попали в ловушку яростного перекрестного огня буров. На юге, где Бота сам руководил обороной буров, кавалерия Гамильтона была почти окружена, а его пехота сдерживалась на склонах Даймонд-Хилла.
На севере возникла аналогичная тупиковая ситуация. Колонна Френча из 1400 кавалеристов, конной пехоты и полевой артиллерии была обездвижена коммандос под командованием генерала Кооса де ла Рея. Обе стороны обменивались ближним ружейным и артогнем, но ни одна не отступала.
В центре, где оборона буров была самой слабой и где были сосредоточены самые большие британские силы, войска Пола-Карю ограничивались безрезультатным дальнобойным артиллерийским обстрелом почти пустого прохода. 
На следующий день, 12 июня, Робертса уговорили позволить части пехоты Пола-Карю отправиться на помощь Гамильтону на Даймонд-Хилл. Однако он по-прежнему отказывался разрешить лобовую атаку на перевал Донкерхук, действие, которое почти наверняка принесло бы ему убедительную победу.
На Даймонд-Хилле буры воспользовались местностью и под прикрытием скалистых выступов открыли огонь по наступающим британским войскам, взбиравшимся на холм. Британцы понесли тяжелые потери, но их офицеры продолжали посылать шеренгу за шеренгой против хорошо замаскированных бурских стрелков, пока, в конце концов, ближе к вечеру холм не был захвачен.
На севере спешенные всадники генерала Френча все еще находились в серьезной ситуации, и буры постепенно одерживали верх. Де ла Рей отправил сообщение Боте, что, получив подкрепление, он сможет уничтожить колонну Френча и обрушиться на британский центр. Однако Бота не мог никого перебросить от Даймонд-Хилла, и поэтому Френч продержался на занятых позициях до вечера.
Когда Даймонд-Хилл оказался в руках британцев, Бота приказал отступить, и в ту же ночь буры незаметно освободили свои позиции в горах и без происшествий отошли.

## Результаты
13 июня армия Боты отступила на восток, преследуемая конной пехотой британцев до станции Эландс-ривер, всего в 25 милях от Претории. Хотя Робертс устранил угрозу на своем восточном фланге, буры не сдались и продолжили сопротивление, перейдя к тактике партизанской войны. 

## Интересные факты
- Последнее сражение войны, в котором принял участие Уинстон Черчилль.